# Круглик (Черновицкая область)
Кру́глик (укр. Круглик) — село в Хотинской городской общине Днестровского района Черновицкой области Украины.
До 2020 года входило в Хотинский район
Население по переписи 2001 года составляло 1879 человек. Почтовый индекс — 60051. Телефонный код — 3731. Код КОАТУУ — 7325084401.